# Flora Nwapa
Pour les articles homonymes, voir Nwapa.
Florence Nwanzuruahu Nkiru Nwapa, plus connue sous le nom de Flora Nwapa (13 janvier 1931, Oguta - 16 octobre 1993, Enugu) est une écrivaine et éditrice nigériane.

## Biographie

### Enfance et éducation
Flora Nwapa est née à Oguta dans le sud-est du Nigeria. C'est l'aînée de 6 enfants. Son père est Christopher Ijeoma, agent de l'United Africa Company, et sa mère Martha Nwapa, professeur de théâtre. Flora Nwapa suit les cours à Oguta, Port Harcourt et Lagos. Elle obtient un baccalauréat universitaire ès lettres en 1957 à l'université d'Ibadan. Elle voyage ensuite en Écosse, où elle obtient un diplôme d'éducation à l'université d’Édimbourg en 1958.

### Carrière enseignante
Elle retourne au Nigeria et travaille à Calabar comme agent d'éducation pour le ministère de l'éducation. Elle est ensuite embauchée comme professeur à la Queen's School d'Enugu, où elle enseigne l'anglais et la géographie à partir de 1959. Elle continue à travailler à la fois comme professeur, mais aussi à plusieurs fonctions de l'état, comme greffière adjointe à l'université de Lagos de 1962 à 1967. Après la guerre civile nigériane de 1967-1970, elle accepte d'être ministre de la santé dans l'East Central State de 1970 à 1971, puis ministre des terres, des études et du développement urbain de 1971 à 1974.

### Carrière d'écrivain
Flora Nwapa commence sa carrière d'écrivain au début des années 1960 alors qu'elle enseigne l'anglais et la géographie à la Queen's school d'Enugu. C'est à cette époque qu'elle rédige son premier roman, Efuru, qu'elle fait parvenir à Chinua Achebe. Ce dernier, convaincu par la qualité de l'ouvrage, incite Nwapa à le faire parvenir aux éditions Heinemann à Londres. En 1966, alors que vingt-cinq titres sont déjà parus dans la collection « African Writers Series » de cet éditeur, Efuru est publié, faisant de Flora Nwapa la première femme à rejoindre cette collection. Il faudra attendre à nouveau que trente titres soient publiés pour qu'une femme refasse son apparition dans la collection.
En parallèle de son activité d'écrivain, elle exerce aussi comme éditrice et, en 1977, elle est la première femme africaine à créer une maison d'édition majeure, en lançant à Enugu Tana Press. Cette société édite la majorité de ses œuvres. Par la suite elle crée une autre maison d'édition, Flora Nwap Books, qui publie des écrivaines africaines telles que Ama Ata Aidoo et Ifeoma Okoye ainsi que des titres de littérature jeunesse, par exemple Mammywater en 1979.
Le 16 octobre 1993, elle meurt d'une pneumonie à Enugu.